# Ludwigstraße 1 (Bad Kissingen)

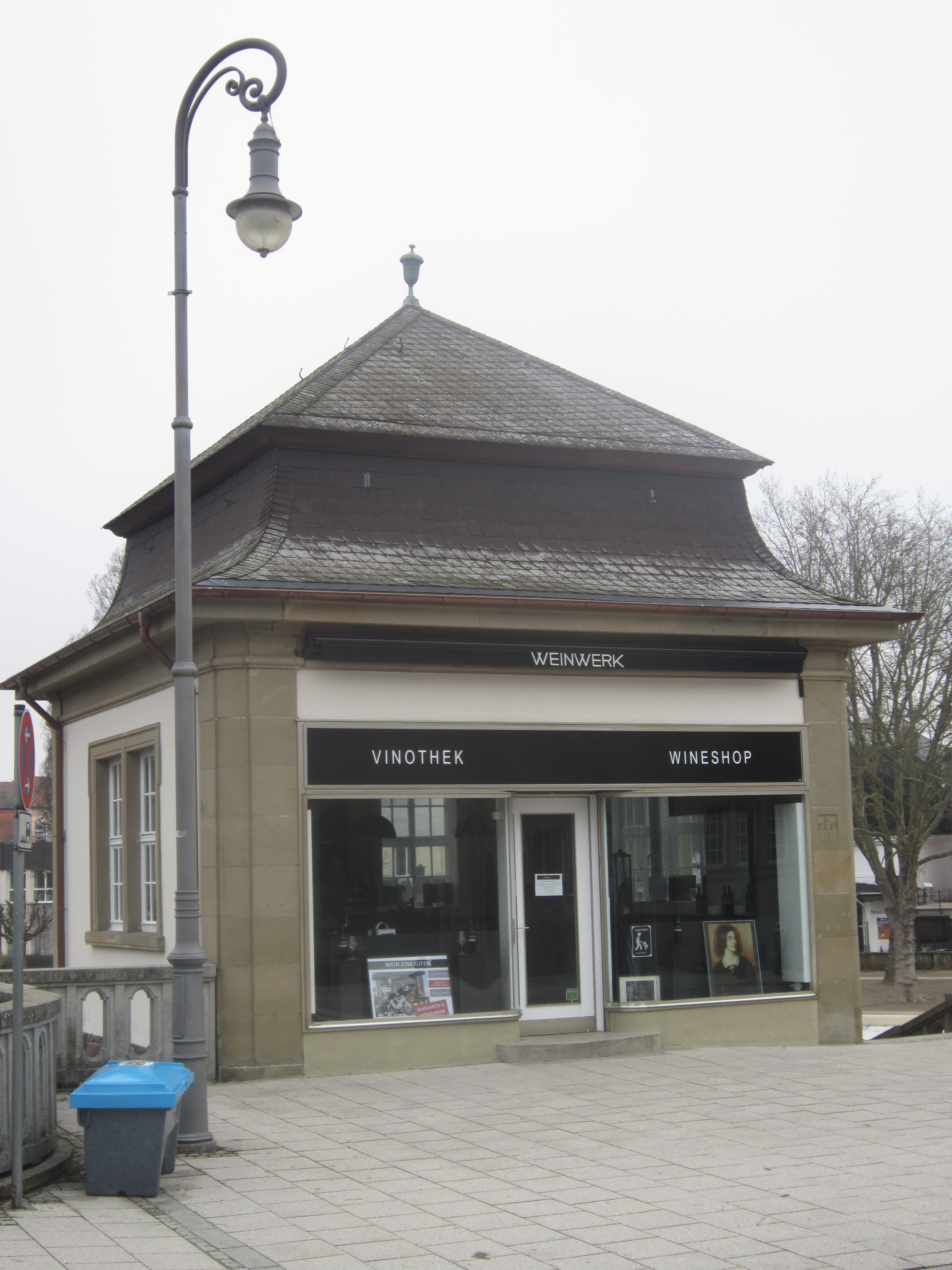
Ludwigstraße 1 in Bad Kissingen

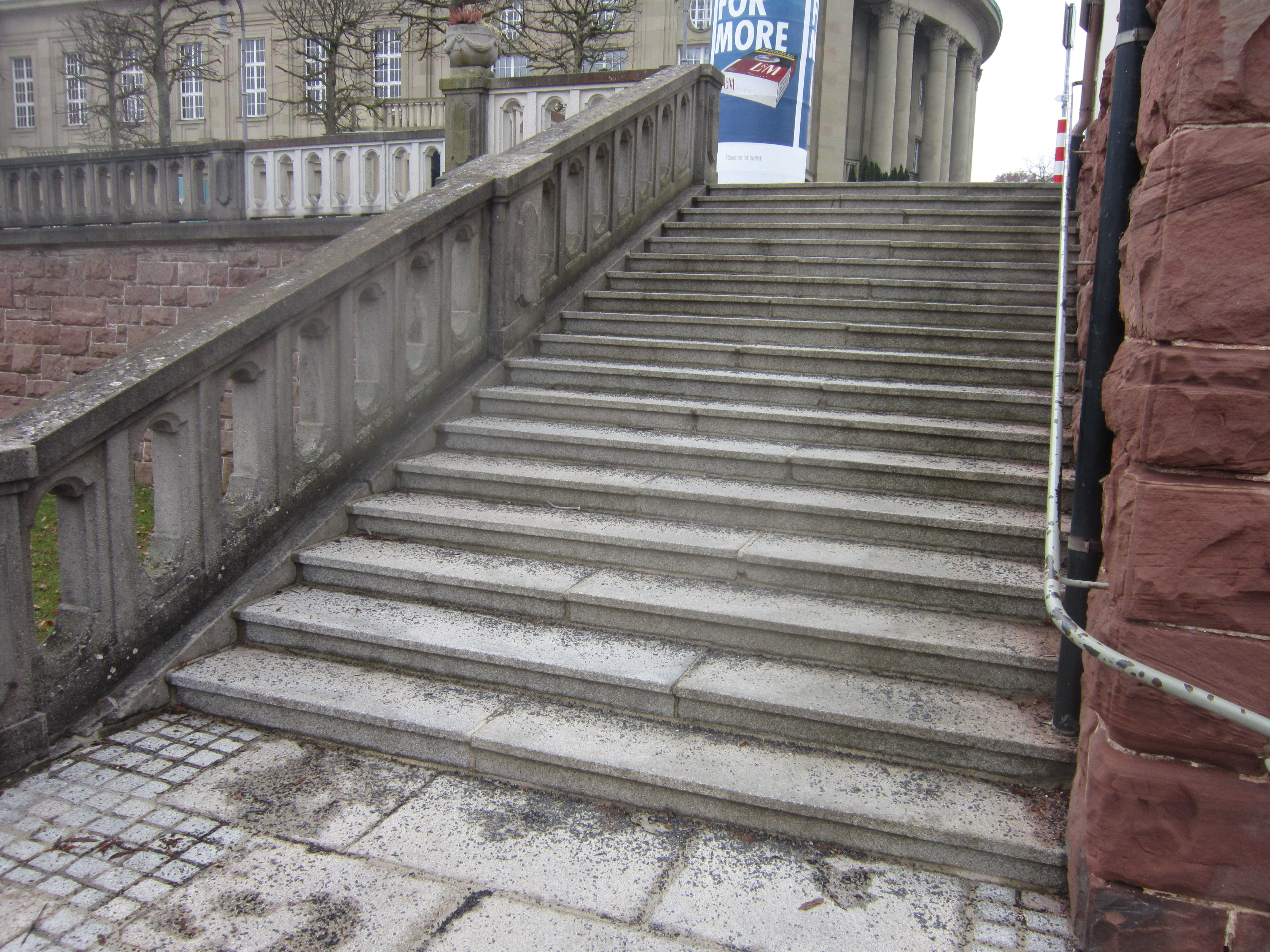
Treppenanlage

Der Laden-Pavillon Ludwigstraße 1 in der Ludwigstraße in Bad Kissingen, der Großen Kreisstadt des unterfränkischen Landkreises Bad Kissingen, sowie die dazugehörige, zum benachbarten Rosengarten führende Treppenanlage gehören zu den Bad Kissinger Baudenkmälern und sind unter der Nummer D-6-72-114-262 in der Bayerischen Denkmalliste registriert.

## Geschichte
Der Laden-Pavillon entstand im Jahr 1913, als im Rahmen des Neubaus der Bad Kissinger Ludwigsbrücke und des Regentenbaus die von der Stadt führende Auffahrt auf die Ludwigsbrücke neu gestaltet wurde. Der planende Architekt des Pavillons war Hans Hußlein. Möglicherweise war der für die Modernisierung für die Ludwigsbrücke verantwortliche Architekt Max Littmann in seiner Funktion als Spezialkommissär sowie Architekt des gegenüberliegenden Regentenbaus auch an der Gestaltung Ladenpavillons beteiligt; wie weit sein Einfluss hierbei reichte, lässt sich aber inzwischen nicht mehr klären.
Das Häuschen verfügt über ein Mansarddach, Eckpilaster und geohrte Fensterrahmungen. Neben dem Anwesen führt eine Treppe in den dahinter liegenden Rosengarten. An der dem Rosengarten zugewandten Rückseite des Häuschens befindet sich eine Toilettenanlage.
An der der Ludwigstraße und der Ludwigsbrücke zugewandten Vorderseite des Häuschens befand sich von 1973 bis Februar 2016 ein Buchgeschäft. Im Rahmen der Neugestaltung des Rosengartens bezog eine Vinothek aus Hammelburg das Gebäude.